# Edwin Linkomies
Edwin Johan Hildegard Linkomies (né Edwin Flinck le 22 décembre 1894 à Viipuri, mort le 8 septembre 1963 à Helsinki) est un universitaire et homme d'État finlandais.
Il est Premier ministre de Finlande de mars 1943 à août 1944.

## Biographie

### Début de carrière universitaire
Fils d'un officier finno-suédois, Edwin Linkomies a, à bien des égards, battu des records.
Il passe son baccalauréat au lycée de Rauma à l'âge de 16 ans.
En 1911, Il entre à l'Université impériale Alexandre et obtient en 1913 à 19 ans une maîtrise universitaire ès lettres en latin, histoire générale, philosophie et grec. En 1923, il décroche, à 25 ans, un doctorat en philosophie à l'Université d'Helsinki. Il enseigne en tant que maître de conférences la philologie romane de 1921 à 1923. En 1927, il est nommé, à 29 ans, professeur de littérature romaine. Il publie des études sur le latin notamment en 1929 sur l'ablatif absolu. Il est doyen de 1931 à 1932 et vice-recteur en 1932-1943 du département de linguistique historique (aujourd'hui faculté des sciences humaines) de l'université d'Helsinki.

### Carrière politique
À partir des années 1930, il se tourne vers la politique en rejoignant le Parti de la coalition nationale et délaisse quelque peu ses fonctions d'enseignant. Pendant ses années de lycée, Edwin Linkomies est partisan du Parti jeune finnois, mais dans la dynamique du royaume de Finlande il adhère au Parti de la coalition nationale qui milite pour le monarchisme et il est proche de son aile droite qui est en faveur d’une coopération avec le Mouvement patriotique.
Edwin Linkomies est aussi président de la Société finno-allemande (fi).
Il siège de 1933 à 1945 comme député au parlement dont il est également le vice président de 1933 à 1943. En 1942 avec l'appui d'Eino Kaila, il propose la création d'une faculté en sciences sociales. De 1943 à 1945, Edwin Linkomies préside le Parti de la coalition nationale.
À la fin de la guerre d'Hiver, Edwin Linkomies soutient la paix avec l'Union Soviétique même avec des conditions difficiles.
Pendant la Grande Trêve entre les guerres d'Hiver et de Continuation, il soutient activement la tendance à pactiser avec l’Allemagne.
Edwin Linkomies est nommé Premier ministre du 5 mars 1943 jusqu'au 8 août 1944, pendant la guerre de Continuation.
Hormis Tyko Reinikka, les membres du gouvernement de Edwin Linkomies sont partisans d'une politique de paix et le gouvernement s'enquiert à plusieurs reprises des conditions posées par les Soviétiques.
Cependant, le gouvernement déclare que les termes soviétiques sont trop exigeants pour permettre de se mettre d'accord à ce moment-là alors que les forces armées finlandaises sont à nouveau présentes dans l'isthme de Carélie et jusqu'à la rivière Svir.
Seul, à ce moment-là, le ministre des Finances Väinö Tanner (PSD) est favorable à l'acceptation des termes soviétiques.
Les soviétiques lancent l'offensive de Carélie , le président Risto Ryti ayant signé en juin 1944 l'accord accord Ryti–Ribbentrop (fi) annonce sa démission de ses fonctions de président. Le 4 août, le chef des armées Gustaf Mannerheim devient président de la République, Edwin Linkomies a été président par intérim durant trois jours.
En 1945, lors des procès des responsabilités de guerre en Finlande, il est accusé comme sept autres diplomates ou politiciens finlandais d'avoir fait entrer la Finlande en guerre contre l'Union soviétique et le Royaume-Uni en 1941 et d'avoir entretenu l'effort de guerre contre eux de 1941 à 1944. Il est condamné en février 1946 à cinq ans et demi de prison. En 1948, il bénéficie d'une libération conditionnelle après deux ans et neuf mois d'emprisonnement.

### Fin de carrière universitaire
En 1949, Juho Kusti Paasikivi le gracie et il réintègre l'université.
Il prend ses distances avec la vie politique et est nommé en 1956 recteur puis en 1962 chancelier de l'université d'Helsinki.
Edwin Linkomies meurt à Helsinki en 1963 et il est inhumé au cimetière d'Hietaniemi.

## Ouvrages
- (fi) Edwin Linkomies, Keisari Augustus ja Rooman perintö (Otavan kulttuurisarja 8), Helsinki, Otava, 1946
- (fi) Edwin Linkomies, Antiikin kulttuuri tutkimuksen kohteena, Helsinki, Otava, 1947
- (fi) Edwin Linkomies, F. E. Sillanpää: eräitä peruspiirteitä, Helsinki, Otava, 1948
- (fi) Edwin Linkomies, Homeros, Helsinki, Otava, 1948
- (fi) Edwin Linkomies, Ihmishengen tie: Valikoima puheita, Helsinki, Otava, 1954
- (fi) Edwin Linkomies, Vaikea aika: Suomen pääministerinä sotavuosina 1943–44, Helsinki, Otava, 1970
- (fi) Edwin Linkomies, Latinan kielioppi, Jyväskylä, Gummerus, 1976